# Roubaix
Roubaix (wymowaⓘ [ʀuˈbɛ]; niderl. Robaais) – gmina we Francji, w regionie Hauts-de-France, w departamencie Nord, na granicy z Belgią, dalekie przedmieście Lille połączone z metropolią szybką koleją podmiejską i linią tramwajową.
Według danych na rok 1990 gminę zamieszkiwało 97 746 osób, a gęstość zaludnienia wynosiła 7388 osób/km² (wśród 1549 gmin regionu Nord-Pas-de-Calais Roubaix plasuje się na 2. miejscu pod względem liczby ludności, natomiast pod względem powierzchni na miejscu 169.).
Roubaix znane jest jako meta wyścigu kolarskiego Paryż-Roubaix (tzw. „Piekło Północy”) – uznawanego za najtrudniejszy wyścig klasyczny świata.
W mieście znajduje się stacja kolejowa Gare de Roubaix oraz muzeum La Piscine (Basen) mieszczące się w budynku dawnej pływalni. W muzeum, na powierzchni około 8000 m² jest prezentowanych publicznie wiele unikatowych kolekcji, wśród nich dzieła takich artystów jak: Eugène Leroy, Remy Cogghe, Jules Le Roy, Auguste Rodin, Antoine Bourdelle, Armand Bloch, Hean Lambert-Rucki, Pablo Picasso.
W Roubaix urodził się Maxence van der Meersch, pisarz francuski.
Miejscowość stanowi spore skupisko Polonii (w tym post-solidarnościowej) z polską parafią pod wezwaniem Matki Bożej Częstochowskiej, Domem Polskim w Roubaix i polskimi sklepami.

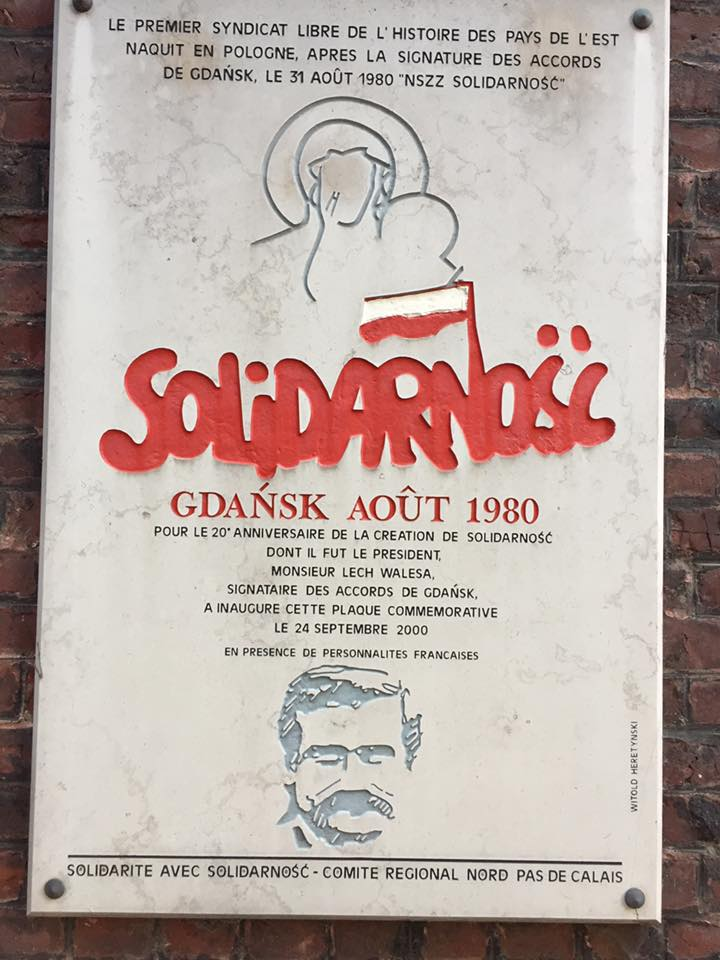
Tablica Pamiątkowa autorstwa Witolda Heretyńskiego na fasadzie Kościoła pod wezwaniem Matki Bożej Częstochowskiej w Roubaix

W Roubaix urodził się 10 października 1944 roku (zmarł 15 sierpnia 2013 roku w Villeneuve-Loubet) malarz i aktor Witold Heretyński. W Roubaix istnieje jego pracownia malarska.

## Współpraca
Miejscowości partnerskie:
- Al-Buwajra, Algieria, 2003
- Bradford, Wielka Brytania, 1969
- Covilhã, Portugalia, 2000
- Mönchengladbach, Niemcy, 1969
- Prato, Włochy, 1981
- Skopje, Macedonia, 1973
- Sosnowiec, Polska, 1993
- Verviers, Belgia, 1969